# Øystein Ore
Øystein Ore (Oslo, 7 de outubro de 1899 — Oslo, 13 de agosto de 1968) foi um matemático norueguês.

## Vida
Ore se formou na Universidade de Oslo em 1922, licenciatura em matemática. Em 1924, a Universidade de Oslo concedeu-lhe o título de Ph.D. para uma tese intitulada Zur Theorie der algebraischen Körper, orientada por Thoralf Skolem. Ore também estudou na Universidade de Göttingen, onde aprendeu a nova abordagem de Emmy Noether para álgebra abstrata. Ele também foi bolsista do Instituto Mittag-Leffler na Suécia, e passou algum tempo na Universidade de Paris. Em 1925, foi nomeado assistente de pesquisa na Universidade de Oslo.
Pela Universidade de Yale James Pierpont foi para a Europa em 1926 para recrutar investigadores matemáticos. Em 1927, Yale contratou Ore como professor assistente de matemática, promoveu-o a professor associado em 1928 e, em seguida, a professor titular em 1929. Em 1931, tornou-se professor da Sterling (a classificação acadêmica mais alta de Yale), cargo que ocupou até se aposentar em 1968.
Ore deu uma palestra no American Mathematical Society Colloquium em 1941 e foi um palestrante plenário do Congresso Internacional de Matemáticos em 1936 em Oslo. Foi eleito para a Academia de Artes e Ciências dos Estados Unidos e para a Academia de Ciências de Oslo. Foi o fundador da Sociedade Econométrica.
Ore visitou a Noruega quase todo verão. Durante a Segunda Guerra Mundial foi ativo nos movimentos "American Relief for Norway" e "Free Norway". Em agradecimento pelos serviços prestados ao seu país natal durante a guerra, foi condecorado em 1947 com a Ordem de Santo Olavo.
Em 1930, Ore casou-se com Gudrun Lundevall. Eles tiveram dois filhos. Ore era apaixonado por pintura e escultura, colecionava mapas antigos e falava várias línguas.

## Obras
- Les Corps Algébriques et la Théorie des Idéaux, 1934
- L'Algèbre Abstraite, 1936
- Number Theory and its History, 1948
- Cardano, the Gambling Scholar, Princeton University Press, 1953
- Niels Henrik Abel, Mathematician Extraordinary, University of Minnesota Press, 1957
- Theory of Graphs, 1962
- Graphs and Their Uses, 1963
- The Four-Color Problem, 1967
- Invitation to Number Theory, 1969